# Hogdals landskommun, Bohuslän
Hogdals landskommun var en tidigare kommun i  Göteborgs och Bohus län

## Administrativ historik
Kommunen inrättades 1863 i Hogdals socken i Vette härad vid 1862 års kommunalförordningar. 
Vid kommunreformen 1952 uppgick landskommunen i Vette landskommun som 1967 uppgick i Strömstads stad som 1971 ombildades till Strömstads kommun.

## Politik

### Mandatfördelning i Hogdals landskommun 1938-1946
| 12 | 8 |

| 20 |

| 13 | 7 |

| 20 |

| 12 | 8 |

| 20 |